# Пилигрим (група)
„Пилигрим“ е рок група в Москва, основана от фронтмена Андрей Ковальов.

## История
През 1975 г. Андрей Ковальов и негови състуденти основават група на име „Пилигрим“. Тя изпълнява кавъри на западни банди като Deep Purple, но на следващата година се разпада.
В началото на 2005 г. Ковальов основава нова група със същото име. Първата им изява е на байк-шоуто в Пушкино. Скоро групата участва във фестивали като „Нашествие 2005“, „Эммаус 2006“, „Эммаус 2007“, както и „Слава России“ в Москва, Орел и Нижни Новгород. През септември 2006 г. заснема своят първи видеоклип. През 2007 г. излиза и дебютният албум на групата.
От началото на 2008 г. към „Пилигрим“ се присъединяват Алексей Страйк (китара) и Александър Карпухин (ударни). Същата година групата изнася концерти в над 100 руски града. През лятото на 2008 г. записва песента „Юда“ съвместно с финландската група „Apocalyptica“. Няколко месеца по-късно излиза албумът „Выбора нет“. В песента „Рев моторов“ се снима известната актриса Памела Андерсън.
През 2010 г. групата издава албумите „7,62“ и „Марта“. На 25 декември 2010 г. „Пилигрим“ изнася юбилеен концерт, но скоро се разпада, тъй като Ковальов се концентрира повече върху самостоятелната си кариера.

## Албуми
- 2007 – Слава России
- 2008 – Выбора нет
- 2008 – Концерт под дождем
- 2010 – 7,62
- 2010 – Марта